# Volta a Múrcia 2012
La Volta a Múrcia 2012, 32a edició de la Volta a Múrcia, es disputà entre el 3 i el 4 de març de 2012. La cursa es dividí en 2 etapes, després de la reducció pressupostària que patí.
El vencedor fou el colombià Nairo Quintana, del Movistar Team, que s'imposà per 6 segons al britànic Jonathan Tiernan-Locke.

## Equips participants
En la cursa hi prenen part 19 equips per a un total de 133 ciclistes, 7 per equip excepte el Team NetApp que sortí amb 6:
- equips World Tour (4): Euskaltel–Euskadi, Movistar Team, Rabobank ProTeam i Vacansoleil-DCM
- equips Professional Continental (6): (Andalucía, Caja Rural, Project 1t4i, Team NetApp, Topsport Vlaanderen-Mercator i RusVelo
- equips continentals (9): Orbea Continental, Burgos BH-Castilla y León), Endura Racing, Team NSP-Ghost, Gios Deyser-Leon Kastro, CCC Polkowice, Carmim-Prio, selecció russa i selecció espanyola.

## Etapes
| Etapa    | Data      | Recorregut                       | Km   | Vencedor d'etapa | Líder de la general |
| -------- | --------- | -------------------------------- | ---- | ---------------- | ------------------- |
| 1ª etapa | 3 de març | Balneari d'Archena-Serra Espunya | 192  | Nairo Quintana   | Nairo Quintana      |
| 2ª etapa | 4 de març | Múrcia-Múrcia (CRI)              | 13,3 | Alexander Serov  | Nairo Quintana      |

## Classificació general
|    | Ciclista                     | Equip             | Temps      |
| -- | ---------------------------- | ----------------- | ---------- |
| 1  | Nairo Quintana (COL)         | Movistar Team     | 5h 06' 10" |
| 2  | Jonathan Tiernan-Locke (GBR) | Endura Racing     | + 6"       |
| 3  | Wouter Poels (NED)           | Vacansoleil-DCM   | + 9"       |
| 4  | Sergio Pardilla (ESP)        | Movistar Team     | + 15"      |
| 5  | Jonathan Castroviejo (ESP)   | Movistar Team     | + 21"      |
| 6  | Samuel Sánchez (ESP)         | Euskaltel–Euskadi | + 22"      |
| 7  | Johnny Hoogerland (NED)      | Vacansoleil-DCM   | + 25"      |
| 8  | Robert Gesink (NED)          | Rabobank ProTeam  | + 33"      |
| 9  | Bartosz Huzarski (POL)       | Team NetApp       | + 47"      |
| 10 | Paul Voss (GER)              | Endura Racing     | + 1' 24"   |